# Alexander Valencia
Alexander Valencia Gómez (26 de octubre de 1999) es un futbolista colombiano. Juega de delantero.

## Trayectoria
Debutó en el primer equipo de Universidad de Chile en septiembre de 2019.
El 5 de enero de 2020, Valencia anota el único gol en un partido amistoso en que la U vence a su Sub-19 por la cuenta mínima.
El 6 de febrero de 2020, se confirma que Valencia partirá a préstamo a Deportes Santa Cruz de la Primera B de Chile, con el afán de ganar minutos, estando a préstamo en otro club.

## Clubes
| Club                           | País  | Año       |
| ------------------------------ | ----- | --------- |
| Universidad de Chile           | Chile | 2019-2020 |
| → Deportes Santa Cruz (cedido) | Chile | 2020-2021 |
| San Antonio Unido              | Chile | 2021-2022 |
| Real San Joaquín               | Chile | 2022      |